# Лігота-Пенкна
Лігота-Пенкна (пол. Ligota Piękna) — село в Польщі, у гміні Вішня-Мала Тшебницького повіту Нижньосілезького воєводства.
Населення — 993 особи (2011).
У 1975-1998 роках село належало до Вроцлавського воєводства.

## Демографія
Демографічна структура станом на 31 березня 2011 року:
|          | Загалом | Допрацездатний вік | Працездатний вік | Постпрацездатний вік |
| -------- | ------- | ------------------ | ---------------- | -------------------- |
| Чоловіки | 488     | 83                 | 368              | 37                   |
| Жінки    | 505     | 91                 | 304              | 110                  |
| Разом    | 993     | 174                | 672              | 147                  |